# Becquigny (Somme)
Becquigny é uma comuna francesa na região administrativa de Altos da França, no departamento de Somme. Estende-se por uma área de 6,04 km². Em 2010 a comuna tinha 131 habitantes (densidade: 21,7 hab./km²).